# Ton Pentre
Ton Pentre è un villaggio nel Galles, facente parte del distretto di contea di Rhondda Cynon Taf.